# Pilkington Ssengendo
Pilkington Ssengendo (* 1942 in Kampala, Uganda) ist ein ugandischer Maler.
Der Muganda Ssengendo machte 1966 einen Universitätsabschluss als Lehrer. Seit 1992 ist er Dekan der Fakultät der Feinen Künste an der Makerere-Universität in Kampala. Sein Frühwerk bestand vor allem aus impressionistischen Landschaften seiner bugandischen Heimat, mit denen er an mehreren internationalen Ausstellungen teilnahm. Viele seiner späteren Werke waren von der traditionellen materiellen Kultur des bugandischen Textil- und Kunsthandwerks beeinflusst, in denen Rindenstoff ein wichtiger Bestandteil war, der auch im Bild Landscape in Peace (Landschaft in Frieden) Verwendung fand.

## Werke
- Landscape in Peace (1995) Öl auf Leinwand, 116 × 124 cm
- Helene (1995) – Öl auf Holz, 30 × 40 cm
- The Beast (1991) – Pastell, 51 × 76,5 cm

| Personendaten    | Personendaten         |
| ---------------- | --------------------- |
| NAME             | Ssengendo, Pilkington |
| KURZBESCHREIBUNG | ugandischer Maler     |
| GEBURTSDATUM     | 1942                  |
| GEBURTSORT       | Kampala, Uganda       |